# Liste der Biografien/Stj
Liste der Biografien |
Portal Biografien |
Personensuche
# |
A |
B |
C |
D |
E |
F |
G |
H |
I |
J |
K |
L |
M |
N |
O |
P |
Q |
R |
S |
T |
U |
V |
W |
X |
Y |
Z |
?
 
Sa |
Sb |
Sc |
Sd |
Se |
Sf |
Sg |
Sh |
Si |
Sj |
Sk |
Sl |
Sm |
Sn |
So |
Sp |
Sq |
Sr |
Ss |
St |
Su |
Sv |
Sw |
Sy |
Sz
 
Sta |
Ste |
Sth |
Sti |
Stj |
Stl |
Sto |
Str |
Sts |
Stt |
Stu |
Stv |
Stw |
Sty
Die Liste der Biografien führt alle Personen auf, die in der deutschsprachigen Wikipedia einen Artikel haben. Dieses ist eine Teilliste mit 24 Einträgen von Personen, deren Namen mit den Buchstaben „Stj“ beginnt.

## Stj

### Stja
- Stjärne, Tea (* 2001), schwedische Schauspielerin und Synchronsprecherin
- Stjaschkin, Wjatscheslaw Nikolajewitsch (* 1956), russischer Schachspieler und -trainer
- Stjaschkina, Olena (* 1968), ukrainische Schriftstellerin, Publizistin und Historikerin

### Stje
- Stjepan Dabiša († 1395), bosnischer König
- Stjepan Držislav († 997), kroatischer König
- Stjepan I. († 1058), König von Kroatien (1030–1058)
- Stjepan I. Kotromanić, Ban von Bosnien
- Stjepan II. († 1091), König von Kroatien (1089–1091)
- Stjepan Tomaš († 1461), König Bosniens
- Stjepan Tomašević (1438–1463), letzter bosnischer KönigStjepan Tomašević (1438–1463)

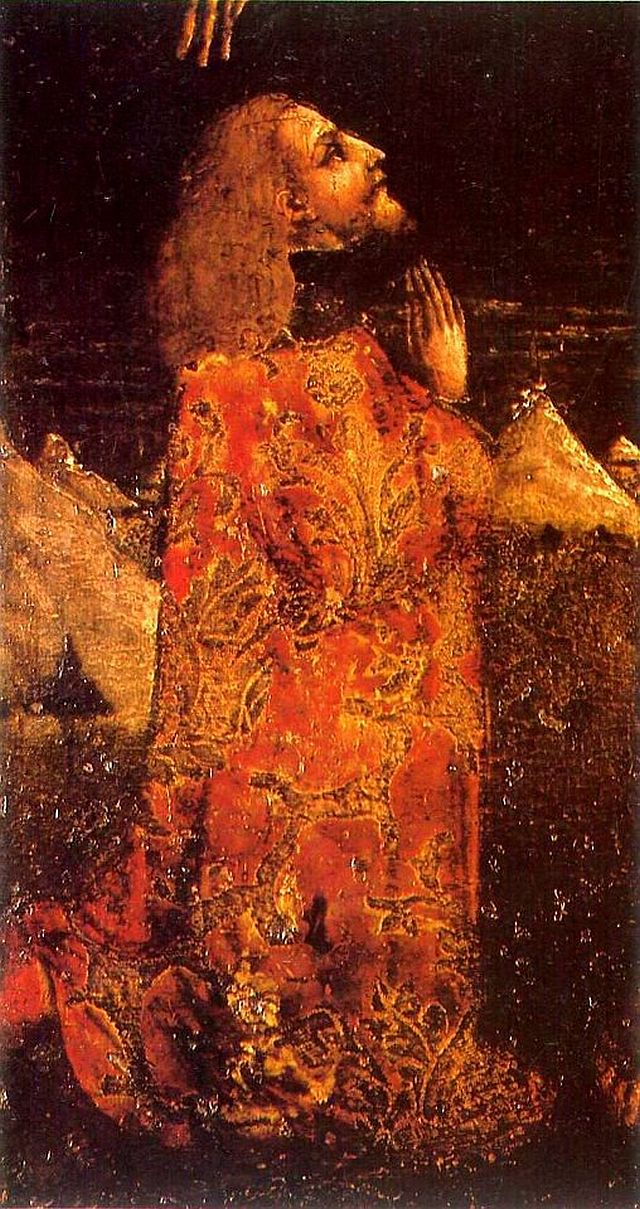
Stjepan Tomašević (1438–1463)

- Stjepanović, Ostoja (* 1985), mazedonischer Fußballspieler
- Stjepanović, Velimir (* 1993), serbischer Freistilschwimmer
- Stjerna, Tore (* 1976), schwedischer Musiker und Musikproduzent
- Stjernberg, Robin (* 1991), schwedischer Popsänger
- Stjerne, Rasmus (* 1988), dänischer Curler
- Stjernen, Andreas (* 1988), norwegischer Skispringer
- Stjernen, Hroar (* 1961), norwegischer Skispringer
- Stjernen, Johan, norwegischer Skispringer
- Stjernesund, Thea Louise (* 1996), norwegische Skirennläuferin
- Stjernholm Ræder, Karin (1915–2010), schwedische Schriftstellerin und Illustratorin
- Stjernstedt, Rosemary (1912–1998), britische Architektin, Stadtplanerin

### Stjo
- Stjopina, Wita (* 1976), ukrainische Hochspringerin
- Stjopkin, Juri Wiktorowitsch (* 1971), russischer Judoka
- Stjopuschkin, Dmitri Fjodorowitsch (1975–2022), russischer Bobfahrer